# Teatro de Helena Modrzejewska

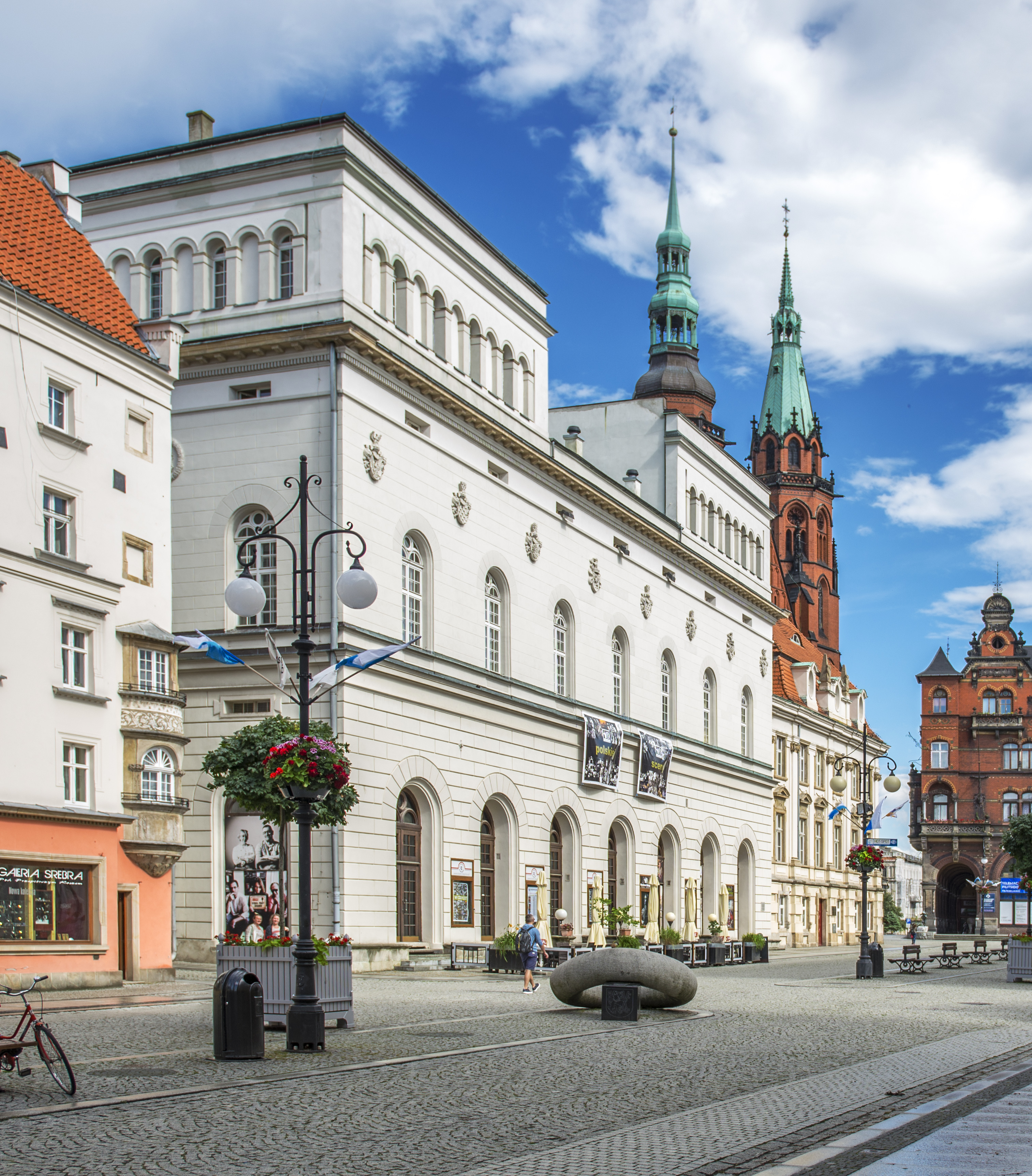
O edifício do teatro de Helena Modrzejewska no Mercado de Legnica

Teatro de Helena Modrzejewska em Legnica – teatro dramático nacional que opera no edifício de teatro-ópera da metade do século XIX. Em 1991 o objeto foi inscrito no registro dos monumentos (n. 590/963/L z 17.06.1991).

## Período de agentes artísticos
O edifício foi projetado por Carl Ferdinand Langhans Junior, autor entre outros do edifício da Ópera de Wrocław. O teatro situa-se em vez de corredor de pano. O protótipo desse teria de ser o palazzo de Strozzi em Florença. Ao inaugurar o teatro foi lançado o espectáculo de Friedrichs Halm „Syn puszczy” (Der Sohn der Wildnis). Os espetáculos seguintes foram tão populares que para preservar a segurança a cidade tinha de usar os militares de guarnição local mas apesar disso tomaram lugar vários escândalos e quebra de janelas.
Pelo quase todo século de atividade no novo edifício, o teatro não tinha uma equipe fixa e funcionava na regra de equipes acolhedoras (serviços de empresários). Tinham lugar espetáculos de teatro como de ópera e opereta.
Nos anos 1891-1893 o edifício foi adaptado aos regulamentos de fogo, foram criadas saídas de emergência e cortinas de ferro. A seguinte modernização foi feita nos anos 1938-1939.

## Teatro multi-seccional
Desde 1933 começou a funcionar em Legnica o teatro multi-secional permanente, sob a direção de intendente. Nos anos 1938-1943 este posto foi ocupado por Richard Rückert. Durante este período foram feitos os espectáculos de farsa trivial, operetas como também dramas graves e óperas, por exemplo de Wagner. Entre títulos dramáticos não faltaram títulos de seguidores de nazismo ou clássica alemã (Goethe, Schiller, Lessing), ou obras modernas (por exemplo de Hauptmann). O fim de ópera e teatro chegou em Setembro de 1944 o que foi ligado com a convocação dos atores para o serviço militar.

## Depois da Segunda Guerra Mundial

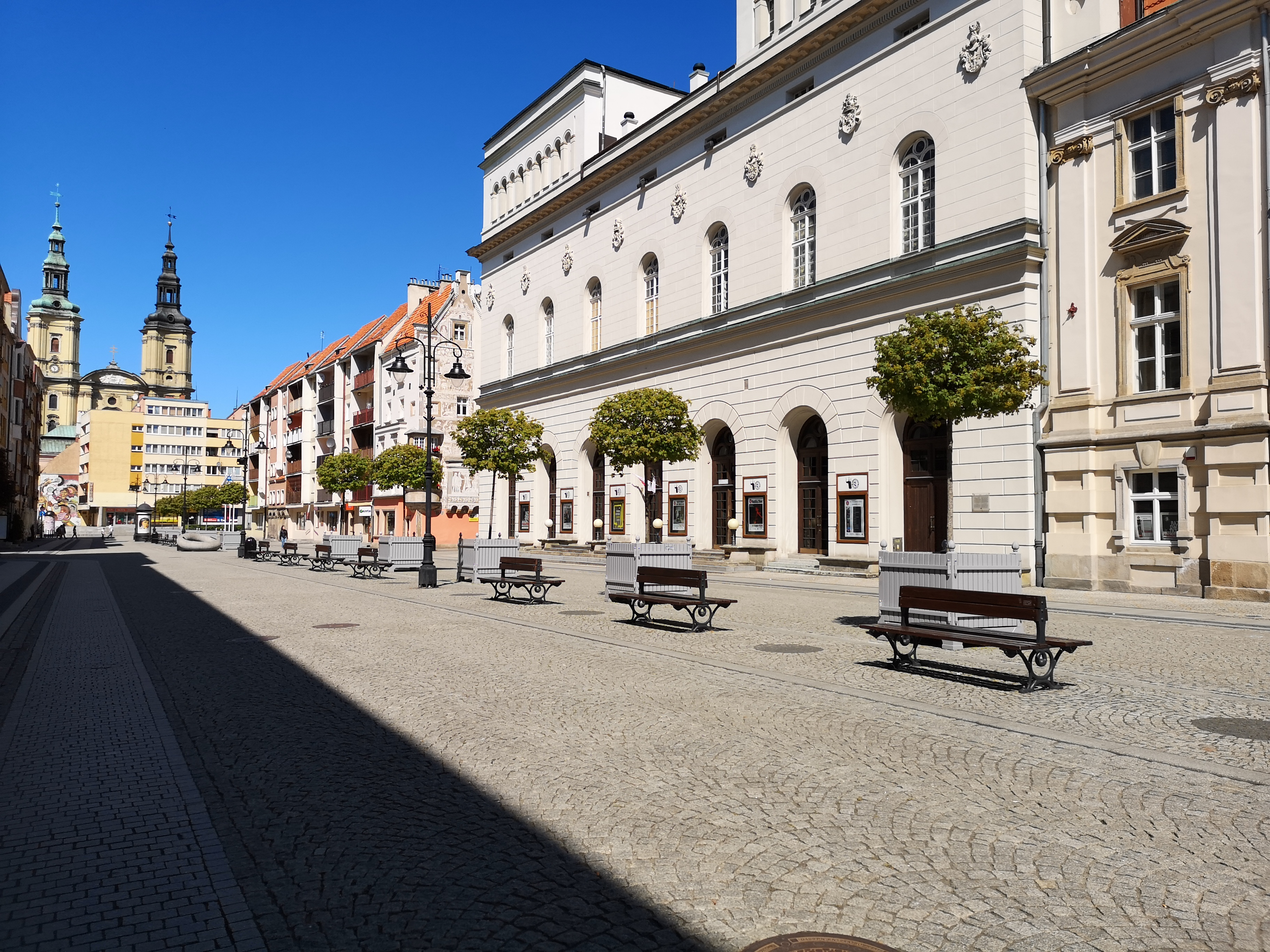
Teatro de Helena Modrzejewska em Legnica

Logo depois da Segunda Guerra Mundial, o edifício do teatro foi roubado pelo Exército Vermelho, que tirou tudo o que foi possível. Depois de 1945 o teatro foi usado só pelo Exército Vermelho por 20 anos. Em 1964 o edifício foi dado aos autoridades polacas mas mais cedo os Soviéticos tiveram todo equipamento, juntamente com uma cortina e instalação de aquecimento.
Depois da criação da voivodia de Legnica, o funcionamento do teatro tornou-se uma ambição das autoridades locais do Partido e administração. A iniciação das obras construtivas foi ligada com a colecta de dinheiro. Durante as obras foi destruído o caráter histórico neoclassicista dos interiores. A fachada do teatro foi pintada uma noite antes da inauguração, usando escadas de bombeiros. Na inauguração em 27 de Novembro de 1977 foi preparado o espetáculo “Lato w Nohant” de Jarosław Iwaszkiewicz, na direção de Józef Wyszomirski.

## Actualidade
Aberto em 1977 o teatro dramático estatal, até 1991, funcionou sob o nome Teatro Dramático, depois (junto com o Centro Cultural da Voivodia e a Galeria de Arte) como Centro de Arte - Teatro Dramático. Desde 1999 tem o nome de Helena Modrzejewska.
O teatro participa nas revisões e festivais mais importantes no país, ganhando os prêmios prestigiosos (entre outros em Concurso na Exposição Polaca de Arte Moderna, Festival da Arte de Diretor "Interpretacje" em Katowice, Festival de Shakespeare em Gdańsk e outros apresenta também os seus espectáculos no exterior (Tcheca, Alemanha, Grã Bretanha, Slovakia, Rússia e Estados Unidos - 2009, Argentina - 2013, Turquia - 2014). Uma missão do teatro de Legnica é apresentar “as histórias reais nos lugares reais", por exemplo em oficinas de fábricas velhas ou cinemas destruídos. Estas histórias frequentemente tocam a Legnica, sustentando ao mesmo tempo a identidade da cidade. Os espetáculos mais importantes do Teatro de Modrzejewska: Ballada o Zakaczawiu (2000, uma versão da TV 2002), Wschody i Zachody Miasta (2003, uma versão da TV 2005), Made in Poland (2004, uma versão da TV 2005), Otello (2006), Łemko (2007), III Furie (2011, uma versão da TV 2012), Orkiestra (2011, uma versão da TV 2013). O teatro organizou em Legnica Festival Internacional de Teatro “Miasto” (2007, 2009), cujo palco foram os espaços destruídos da cidade e co-organizou o Festival de Teatro Nie-Złego (2011, 2012). No Teatro de Modrzejewska trabalham os diretores como Jacek Głomb, Lecha Raczak, Piotr Cieplak, Paweł Kamza, Ondrej Spišák, Przemysław Wojcieszek.  
Em 14 de Novembro de 2017 o teatro foi desmarcado pela Medalha de Prata de Mérito Cultural “Gloria Artis”.